# Thma Edth
Thma Edth es una comuna (khum) del distrito de Kompung Tralach, en la provincia de Kompung Chinang, Camboya. En marzo de 2008 tenía una población estimada de 4444 habitantes.